# Лебедев, Константин Васильевич (партийный деятель)
Константи́н Васи́льевич Ле́бедев (8 ноября 1918, Саратовская область, Россия — 6 мая 2006) — советский партийный и государственный деятель, второй секретарь Эстонской Коммунистической партии в 1971—1982 годах.

## Биография
По национальности русский. Лебедев работал в молодости учителем в 1936—1941 годы в Западном Казахстане. В 1941 году он стал членом ВКП(б). Затем он переехал в город Уральск на руководящие должности в горкоме, которые он занимал до 1949 года. После этого он переехал в Московскую партийную школу, где он проходил обучение до 1952 года. После этого Лебедев продолжал работать в Москве, в ЦК КПСС, на руководящих должностях до 1971 года.
С 11 февраля 1971 по 13 мая 1982 года — второй секретарь ЦК КПЭ при первом секретаре Йоханнесе Кэбине (с 26.7.1978 — Карле Вайно). В 1977 году он возглавил компанию по вытеснению из ЦК «националистической группировки» Кэбина и секретаря по идеологии Вяльяса. Одновременно (11.2.1971 — 13.5.1982) — член Бюро ЦК КП Эстонии.
Член Центральной ревизионной комиссии КПСС (9.4.1971 — 1976), член ЦК КПСС (5.3.1976 — 1988).
Был избран депутатом (от Эстонской ССР) Совета Национальностей Верховного Совета СССР 9-го (1974—1979) и 10-го (1979—1984) созывов.
Умер 6 мая 2006 года. Похоронен на Востряковском кладбище.

## Награды
- Орден Октябрьской Революции[10] (1973)
- орден Трудового Красного Знамени (28.10.1948)
- орден Дружбы народов (8.11.1978)